# لاري يانسن
لاري يانسن (بالإنجليزية: Larry Jansen)‏ هو لاعب كرة قاعدة أمريكي، ولد في 16 يوليو 1920 في Verboort, Oregon ‏ في الولايات المتحدة، وتوفي بنفس المكان في 10 أكتوبر 2009.

## وصلات خارجية
- لاري يانسن على موقعبيزبول رفرنس.كوم (الدوري الرئيسي) (الإنجليزية)
- لاري يانسن على موقعبيزبول رفرنس.كوم (الدوري الثانوي) (الإنجليزية)
- لاري يانسن على موقع جمعية أبحاث البيسبول الأمريكية (الإنجليزية)